# Rétinaculum des fléchisseurs
Le rétinaculum des fléchisseurs (ou ligament annulaire antérieur du carpe) est une bande fibreuse transversale située sur la face palmaire de la main près du poignet.

## Structure
Le rétinaculum des fléchisseurs recouvre les os du carpe. Il s'insère médialement sur l'hamulus de l'os hamatum et sur l'os pisiforme. Il se termine latéralement sur la crête de l'os trapèze et sur le tubercule de l'os scaphoïde.
Sur sa face antérieure, près de son insertion sur l'os pisiforme, il est en continuité avec le rétinaculum des muscles extenseurs de la main qui contribue au cloisonnement du canal ulnaire, passage du nerf ulnaire et l'artère ulnaire.
Au niveau de son bord radial, il se dédouble pour former une cloison qui s'attache en profondeur sur la face antérieure des os scaphoïde et trapèze. Il forme une coulisse séparée pour le tendon du muscle fléchisseur radial du carpe.

## Anatomie fonctionnelle
Le rétinaculum des fléchisseurs forme le toit du canal carpien, à travers lequel passent le nerf médian et les tendons des muscles fléchisseurs de la main : le muscle long fléchisseur du pouce et les huit tendons des muscles fléchisseur superficiel et fléchisseur profond des doigts.

## Aspect clinique
Le syndrome du canal carpien est le résultat de l'inflammation de l'un des tendons ou du tissu du canal carpien provoquant la compression du nerf médian, le rétinaculum des fléchisseurs n'étant pas élastique.